# Christopher Miles
Christopher Miles, född den 19 april 1939 i London, död 15 september 2023, var en brittisk filmregissör.
Vid 16 års ålder då han fortfarande studerade vid Winchester College, blev Miles den första personen som blev sedd på en 8mm film på TV. Detta skedde den 6 april 1957 då han var inbjuden av BBC och fick delta i barnprogrammet "All Your Own". Under denna period hjälpte han till med att skapa underhållningsprogram, som bland annat Begmilian Show, där hans syster Sarah Miles gjorde sitt första offentliga framträdande.